# Piper dendrophilum
Piper dendrophilum är en pepparväxtart som beskrevs av David Nathaniel Friedrich Dietrich. Piper dendrophilum ingår i släktet Piper och familjen pepparväxter. Inga underarter finns listade i Catalogue of Life.